# Imigração búlgara no Brasil
A imigração búlgara no Brasil foi o movimento migratório ocorrido principalmente entre os séculos XIX e XX de búlgaros para algumas regiões do Brasil.

## História
Os búlgaros se fixaram na América do Sul a partir do final do século XIX. Naquela época, o estado do Paraná se destacou como reduto dos búlgaros no Brasil. De acordo com dados do Instituto Brasileiro de Geografia e Estatística (IBGE), cerca de 62.000 brasileiros declararam possuir ascendência búlgara no ano de 2006, o que faz com que o país abrigue a nona maior colônia búlgara do mundo. Devido às informações inconsistentes e falta de registros, não se tem uma informação exata do número de búlgaros que chegaram ao Brasil. Estima-se que entre 10 mil e 20 mil famílias.
De acordo com as estimativas, de 1.800 a 5.000 búlgaros vivem no Brasil atualmente, principalmente em cidades como Rio de Janeiro, São Paulo, Porto Alegre e Belo Horizonte. Muitos deles são originários da Bessarábia, enquanto outros tem origem judaica e armênia. Os búlgaros bessarabianos são originários do sul da Rússia, região histórica que sofreu com a invasão romena e fez com que muitos deixassem suas terras e partissem para outros países em busca de melhores condições de vida.
A maioria das famílias búlgaras chegaram ao Brasil a partir de 1926, onde eram alojadas provisoriamente na  Hospedaria dos Imigrantes. No interior do estado de São Paulo, muitas famílias de imigrantes búlgaros e gagaúzes, se juntaram às outras famílias para trabalharem em fazendas no cultivo de café. Outras famílias se dirigiram, por exemplo, para a Ilha dos Porcos, depois denominada de Ilha Anchieta, em Ubatuba, litoral de São Paulo. Ainda em 1926, em busca de alimentos na região da ilha, as famílias acharam uma espécie de mandioca e resolveram usar para alimentar principalmente as crianças. Consequentemente, durante um período de 100 dias, 143 crianças e oito adultos entraram em óbito. Após investigações, concluiu-se que as mortes foram ocasionadas pelo consumo de mandioca brava, que possui alta concentração de ácido cianídrico e pode provocar intoxicação.
Um búlgaro-brasileiro é um cidadão brasileiro que tenha ascendência búlgara. Também são consideradas búlgaro-brasileiras as pessoas nascidas na Bulgária e radicadas no Brasil. A cidadã brasileira de origem búlgara mais conhecida é Dilma Rousseff, ex-presidente do Brasil. O pai dela, Pétar, nasceu em Gabrovo e, como membro do Partido Comunista Búlgaro na década de 1920, viu-se obrigado a fugir da Bulgária em 1929 devido a perseguição política. A grande vantagem de Rousseff sobre seus rivais durante a eleição presidencial de 2010 desencadeou uma febre na Bulgária. Apesar de não falar búlgaro e nunca ter visitado a Bulgária até 2011, ela declarou numa entrevista que "se sente búlgara até certo ponto".

## Búlgaro-brasileiros notáveis
- André Bankoff
- Dilma Rousseff[3]